# Charlotte Amalia van Hessen-Wanfried

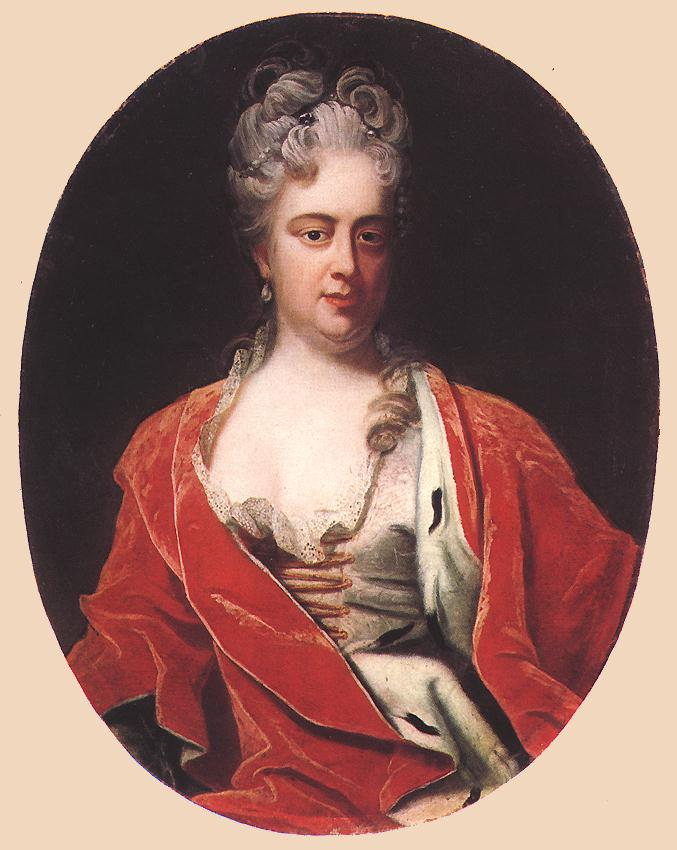
Charlotte Amalia van Hessen-Wanfried

Charlotte Amalia van Hessen-Wanfried (Wanfried, 8 maart 1679 - Parijs, 18 februari 1722) was de oudste dochter uit het tweede huwelijk van landgraaf Karel van Hessen-Wanfried met Alexandrine Juliane, dochter van graaf Enrico van Leiningen-Dagsburg en was weduwe van Landgraaf George van Hessen-Itter-Vöhl.

## Biografie
Charlotte Amalia werd, zestien jaar oud, op 25 september 1694 in Keulen uitgehuwelijkt aan prins Frans II Rákóczi, de latere leider van een Hongaarse revolutie tegen de Habsburgse monarchie en vorst van Transsylvanië van 1704-1711. Als gevolg van zijn veelbewogen leven verbleef zij aan verscheidene hoven, het meest aan het Poolse Hof te Warschau en het Russische Hof in Sint-Petersburg en zou een nogal losbandig leven hebben geleid. In verband met kiespijn liet zij op 16 februari 1722 een tand trekken. Dit veroorzaakte een tandabces en koorts, waarna haar arts aderlaten toepaste. Ze overleed kort daarna, op 18 februari 1722. 
Er wordt beweerd dat zij, twintig jaar voor haar overlijden, in een droom haar eigen sterfkamer zag en ook de arts die haar zou behandelen. Zij herkende de man in haar behandelaar dokter Helvetius, en de kamer in haar slaapkamer in een gehuurde woning in Parijs en zou haar begeleider daarop hebben gewezen.
Charlotte Amalia van Hessen-Wanfried kreeg in haar huwelijk met prins Rákóczi vier kinderen:
- Leopold (1696-1699)
- József (1700-1738)
- György (1701-1752)
- Charlotte (1706-1706)